# Andreas Kiss v. Zilah
Andreas (Endre) Kiss v. Zilah (1873-1931) est un entomologiste hongrois.

## Publications
- (de) Zilahi-Kiss E., 1927. Über einige neue Arten und Varietäten heimischer Hymenopteren. Verh. Mitt. Siebenbürg. Ver. Naturw. Hermannstadt 77, 12-20.